# Mahakaśjapa
Mahakaśjapa (sanskryt महाकश्यप; chiń. 摩訶迦葉; pinyin Móhējiāyè; kor. Mahagasŏp (마하가섭); jap. Makakashō; wiet. Ma-ha-ca-diêp; tyb. 'Od.srungs; chiń. (Da) Jiashe (大迦葉); kor.(Tae)Kayŏp; jap. (Dai)Kashō; wiet. (Đại)-Ca-diếp) – bramin z kraju Magadha w Indiach, jeden z głównych uczniów Buddy, jego następca i pierwszy patriarcha tradycji chan (zen).

## Wczesne lata
Pochodził ze znakomitej rodziny bramińskiej z wioski Mahatittha z rejonu Magadhy. Był synem bramina Kapili i jego żony Sumanadevi. Otrzymał imię Pipphali. Jego ojciec posiadał szesnaście wiosek był więc człowiekiem majętnym i życie Pipphalego upływało w luksusie. Ożenił się aby zadowolić swoich rodziców, ale zawsze pragnął być ascetą. Jego żoną została 16-letnia córką bramina – Bhadda Kapilani. Jednak także i jej ideałem było prowadzenie religijnego, ascetycznego życia więc oboje postanowili ślubować życie w celibacie. Pewnego dnia Kaśjapa kontrolując swoje posiadłości zauważył, że po zaoraniu pola ptaki karmią się robakami wyrzuconymi na wierzch. Był tym wstrząśnięty, zwłaszcza iż zdał sobie sprawę z tego, że to on jest winien temu cierpieniu. Postanowił więc pozostawić swój majątek Bhaddzie, ale ona w tym samym dniu miała podobne doświadczenie. Doszli do porozumienia, rozdali cały swój majątek i ogolili sobie nawzajem głowy. Zostali wędrownymi ascetami. Jednak Bhadda była tak piękna, że mogło to powodować plotki o nich – postanowili się rozstać i wędrować osobno.

## Bhadda Kapilani
Bhadda dotarła do Savatthi, gdzie wysłuchała dyskursów Buddy w klasztorze Jetavana. Ponieważ sangha mniszek buddyjskich (bhiksiuni) jeszcze wówczas nie istniała, zatrzymała się u niebuddyjskich ascetek w pobliżu tego klasztoru. Po pięciu latach została bhikszuni i wkrótce osiągnęła stan arhata. Budda wychwalał ją jako najbardziej zaawansowaną ze wszystkich mniszek, tę, która pamiętała swoje poprzednie wcielenia (Anguttara Nikaya 1, rodz. 14). Poświęciła się kształceniu młodszych mniszek [o jej działalności można się także dowiedzieć z tekstu Bhikkhuni Vibhanga (Analiza Dyscypliny Mniszek)].

## Spotkanie Buddy z Kaśjapą
Pewnego dnia Budda odczuł drżenie ziemi, znak, że zbliża się jego wybitny uczeń. Postanowił więc udać się w jego kierunku. Po przebyciu 5 mil usiadł przy drodze pomiędzy Rajagahą i Nalandą pod drzewem banjanowym przy świątyni Bahuputtaka. Nie siedział jednak jako asceta, ale w pełni swoich atrybutów Buddy. I tak Kaśjapa został jego uczniem. Wymienili się także szatami mnisimi – był to niezwykły honor, bowiem z nikim innym Śakjamuni tego nie uczynił. W siedem dni po tym wydarzeniu Kaśjapa osiągnął stan arhata, jego umysł ostatecznie wyzwolił się z wszelkich skalań (aśrava).

## Karmiczne związki
Teksty wspominają, że Pipphali Kaśjapa i Bhadda Kapilani byli razem uczniami buddy Padumuttary (15 buddy przeszłości), którego główny klasztor leżał w pobliżu Hamsavati. Kaśjapa (nazywał się wtedy Vedeha) był majętnym właścicielem ziemskim i jego żoną była Bhadda. Pewnego dnia budda Padumuttara powiedział: W przyszłości, za 100,000 eonów od teraz, pojawi się na świecie Budda nazwiskiem Gotama (sans. Gautama). Będziesz jego trzecim głównym uczniem pod nazwiskiem Mahakaśjapa. Także i Bhadda otrzymała zapewnienie, że osiągnie swój cel, zostanie uczniem przyszłego Buddy Gotamy i dostąpi stanu arhata.
Parę tę spotykamy następnie, gdy są biednym bramińskim małżeństwem i praktykują u szóstego poprzednika Gotamy – Vippasina. Byli tak biedni, że posiadali tylko jedną górną szatę i gdy jedno z nich wychodziło, drugie pozostawało w ich chatce. A jednak żyli w doskonałej harmonii, nie imali się niegodnych czynów i się nie zdegenerowali. Gdy pewnego dnia Budda Vippasin miał wygłosić specjalną mowę postanowili, że najpierw pójdzie bramin, potem wróci i przekaże szatę żonie. Jednak w trakcie mowy Buddy o wartości jaką jest dawanie i szczodrobliwość, po rozterce, ofiarował jednak tę górną szatę i położył u stóp Vipassina. Klasnął radośnie i krzyknął Zwyciężyłem! Zwyciężyłem!. Kiedy król, który słuchał mowy za zasłoną usłyszał ten okrzyk i zrozumiał jego przyczynę, uczynił biednego bramina kapłanem w swoim pałacu.
Jataki jeszcze parokrotnie wspominają o zdarzeniach z ich przeszłych żywotów. Np. wg jednej z historii mieli czterech synów, którzy po wielu eonach stali się Bodhisattą, Anuruddhą, Sariputrą i Mahamoggallaną, czyli czterema uczniami Buddy Gotamy.

## Budda a Kaśjapa
Samyutta Nikaya wielokrotnie ukazuje jak bliskie były relacje między Buddą a jego uczniem. Jedno z najsłynniejszych ich spotkań odbyło się na Górze Sępa (Grdhrakuta), na której w obecności ponad 1000 słuchaczy Budda miał wygłosić mowę. Jednak milczał. Po paru minutach zaskoczeni, zdezorientowani i niczego nie rozumiejący uczniowie patrzyli na siebie w zdziwieniu. Nagle Budda podniósł do góry kwiat. Zapanowała jeszcze większa konsternacja, nikt tego nie rozumiał, jedynie uśmiechnął się nagle Mahakaśjapa. Budda powiedział wtedy: Posiadam sekret właściwego Oka Dharmy, niewysłowienie subtelny wgląd w nirwanę, który otwiera drzwi mistycznej wizji Bezforemnej Formy, niezależny od słów i pism lecz przekazywany poza wszelkimi tekstami. Niniejszym powierzam ten sekret tobie.
W ten sposób Budda po raz pierwszy przekazał swą Dharmę na sposób zen.
Mimo że Mahakaśjapa nie był obecny podczas śmierci Buddy, to właśnie jemu przypadł w udziale zaszczyt podpalenia stosu pogrzebowego ze zwłokami Nauczyciela. Przejął także funkcję prowadzenia sangi buddyjskiej. Przewodniczył I Soborowi buddyjskiemu, który zebrał się w Rajagrasze (pali Rajagraha; sans. Rajagṛha) w 483 p.n.e.
Po przekazaniu nauk Anandzie zmarł ok. 436 p.n.e. na górze Kukkutapadzie.
Niektórzy uważają, że nie zmarł tylko wszedł w „Niedostrzegalny Stan Nirvany” w zakamarkach tej góry, aby czekać na przyjście Maitreyi, który mógłby go znów wezwać do działania.
Uznaje się także, iż 40 wersów Theragathy od 1051 do 1090 jest autorstwa Mahakaśjapy.
Tradycja buddyzmu chan, a tym samym i zen, uważa go za swojego Pierwszego Patriarchę.

## Mahakaśjapa w tradycji zen
Zen prowadzi w swej istocie swoich zwolenników do wglądu w podobny sposób, o którym wspominał Śākyamuni Budda w swoim kazaniu o Kwiecie, podczas którego podniósłszy rzadki kwiat Udumbara, podziwiał go swoich dłoniach. Mahākāśyapa uśmiechnął się wówczas serdecznie – wtedy to Śākyamuni Budda zauważył jego szczere zrozumienie i wybrał go na swego następcę.
Słowa Buddy Śākyamuniego skierowane do Mahākāśyapy ilustruje poniższy cytat:
| „Posiadam prawdziwe wejrzenie Dharmy, cudowną mądrość Nirwany, prawdziwą formę bezkształtu, subtelny potencjał dharmy, które nie przejawiają się jedynie w wyrazach i literach, ale w szczególnym przesłaniu przekraczającym wszelkie skrypty. Powierzam to Mahākāśyapie.” |

W tym oto kierunku droga buddyzmu rozwijała się – poprzez bezpośrednie doświadczenie, a nie ślepą wiarę, czy poleganie na starożytnych skryptach. Zen jest rodzajem medytacyjnej religii, która prowadzi do oświecenia ludzi w sposób w jaki doświadczył tego Mahākāśyapa.
W "Pieśni oświecenia" (Zhèngdào gē) Yongjia Xuanjuego (665-713) – jednego z głównych uczniów Huinenga, szóstego patriarchy buddyzmu chan – napisane jest, że Bodhidharma był 28 patriarchą w linii prowadzącej od Mahākāśyapy, ucznia Buddhy Śākyamuniego i pierwszego patriarchy buddyzmu chan:
| "Mahākāśyapa był pierwszym rozpoczynającym linię przekazu Dwudziestu ośmiu Ojców następowało po nim na Zachodzie. Światło zostało wówczas przeniesione przez morze do jego kraju i tak Bodhidharma stał się tu Pierwszym Ojcem: Jego obowiązki przeszły, jak wiemy, na sześciu Ojców, dzięki którym wiele umysłów przybyło ujrzeć Światło." |

Zgodnie z chińską legendą, mnich Ji Gong jest reinkarnacją Mahākāśyapy (znany jako arhat Poskramiający Smok).

## Zobacz
- Chan
- Patriarchat zen